# توژنیتسه
تورزنیک (به لاتین: Turznice، تلفظ: [tuʐˈnit͡sɛ]) یک روستا در لهستان است که در استان کویافسکو-پومورسکی واقع شده‌است.